# تونگا در المپیک تابستانی ۲۰۲۴
کاروان المپیکی تونگا، یکی از کاروان‌های شرکت‌کننده در بازی‌های المپیک تابستانی ۲۰۲۴ بود. این دوره از بازی‌ها از ۲۶ ژوئیه تا ۱۱ اوت ۲۰۲۴ (۵ تا ۲۱ امرداد ۱۴۰۳ خورشیدی) به میزبانی پاریس، پایتخت فرانسه برگزار شد. ورزشکاران این کاروان پس از نخستین حضور در المپیک ۱۹۸۴، پیاپی در تمامی ادوار المپیک شرکت کرده‌اند. کاروان تونگا که آخرین مدال خود را در المپیک ۱۹۹۶ آتلانتا کسب کرده بود، در این دوره هم موفق به کسب مدال نشد تا حسرت کسب مدال برای آن‌ها وارد دهه چهارم شود.

## شرکت‌کنندگان
فهرست زیر به ورزشکاران این کاروان اشاره دارد.
| ورزش        | مردان | زنان | مجموع |
| ----------- | ----- | ---- | ----- |
| دو و میدانی | ۱     | ۰    | ۱     |
| بوکس        | ۰     | ۱    | ۱     |
| شنا         | ۱     | ۱    | ۲     |
| مجموع       | ۲     | ۲    | ۴     |